# البروتستانتية في تركيا
البروتستانت (بما في ذلك الأنجليكان) هم أقلية دينية صغيرة جدًا في تركيا، ويشكلون أقل من عُشر واحد بالمائة من السكان.

## العنف ضد المسيحيين
يعترف دستور تركيا بحرية الدين للأفراد. يمتلك الأرمن البروتستانت ثلاث كنائس في إسطنبول من القرن التاسع عشر.
في 4 نوفمبر 2006، تمت مهاجمة دار عبادة بروتستانتية بست زجاجات حارقة. في عام 2007، قُتل ثلاثة بروتستانت في دار نشر للكتاب المقدس في ملطية، على يد جهاز استخبارات الدرك كما زُعم.
انتقدت وسائل الإعلام التركية النشاط التبشيري المسيحي بشدة. يوجد تحالف للكنائس البروتستانتية في تركيا.

## أتراك متحولون
يوجد مجتمع مسيحي بروتستانتي عرقي تركي صغير في تركيا يضم حوالي 4,000 إلى 5,000 معتنق، معظمهم من أصول تركية مسلمة. في حين تُشير تقديرات أخرى بأن تعداد المحتولين الأتراك من الإسلام إلى المسيحية بحوالي 10,000 شخص. في عام 2003، أشارت صحيفة ملليت أن 35,000 مسلم تركي قد تحولوا إلى المسيحية. تُقدر دراسة نشرت من قبل جامعة بايلور عام 2015 أن هناك حوالي 4,500 مسيحي من خلفية إسلامية في البلاد. بينما قدرت مصادر أخرى عدد الأتراك الذين تحولوا إلى المسيحية (معظمهم من المصلين السريين) بين 4,000 إلى 6,000 شخص.

## الطوائف البروتستانتية
- الكنيسة المعمدانية
- الكنيسة التجمعية البلغارية
- كنيسة التحالف الإنجيلي
- الكنيسة البروتستانتية الألمانية
- الكنيسة الإنجيلية اليونانية
- جمعية الأصدقاء الدينية
- الكنيسة البروتستانتية التركية[16]
- كنيسة الاتحاد في إسطنبول
- اتحاد الكنائس الإنجيلية الأرمينية في الشرق الأدنى
- كنيسة إنجلترا